# Colle di Sant'Onofrio

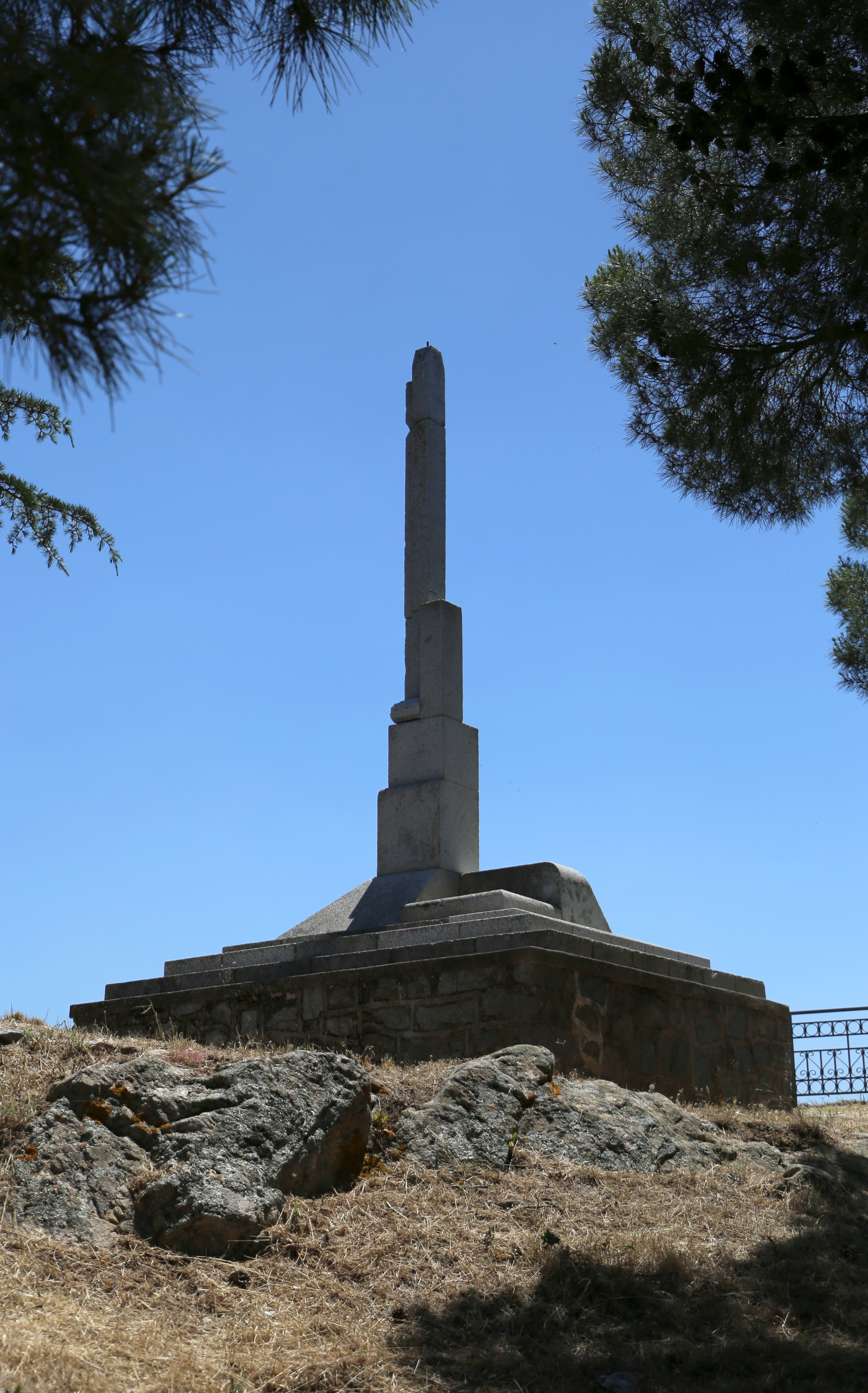
L'obelisco del colle di Sant'Onofrio

Il colle di Sant'Onofrio si trova a Nuoro. Vi si trovano la caserma dei carabinieri di Nuoro intitolata ad Antonio Fois (1952 - 1971), il Museo etnografico sardo e il parco di Sant'Onofrio.

## Parco di Sant'Onofrio
Il parco ha una storia travagliata. Fonti storiche assicurano la presenza di un nuraghe andato (forse) distrutto durante la creazione del deposito d'acqua (nel 1929) o più probabilmente spogliato dei massi granitici per reimpiegarli nella costruzione di edifici etc. Sul colle è data per certa la presenza di un'antica chiesa (all'epoca campestre) intitolata a santa Marina e solo in seguito a sant'Onofrio (da cui prende il nome il colle) andata distrutta completamente all'inizio del periodo fascista. La probabile ubicazione è nell'area dove ora sorge "il fortino". Nella parte alta del parco si può ammirare il panorama, in quest'area si trovano i resti del monumento a Sebastiano Satta di Francesco Ciusa (1931-1934).

## Il castello di Sant'Onofrio

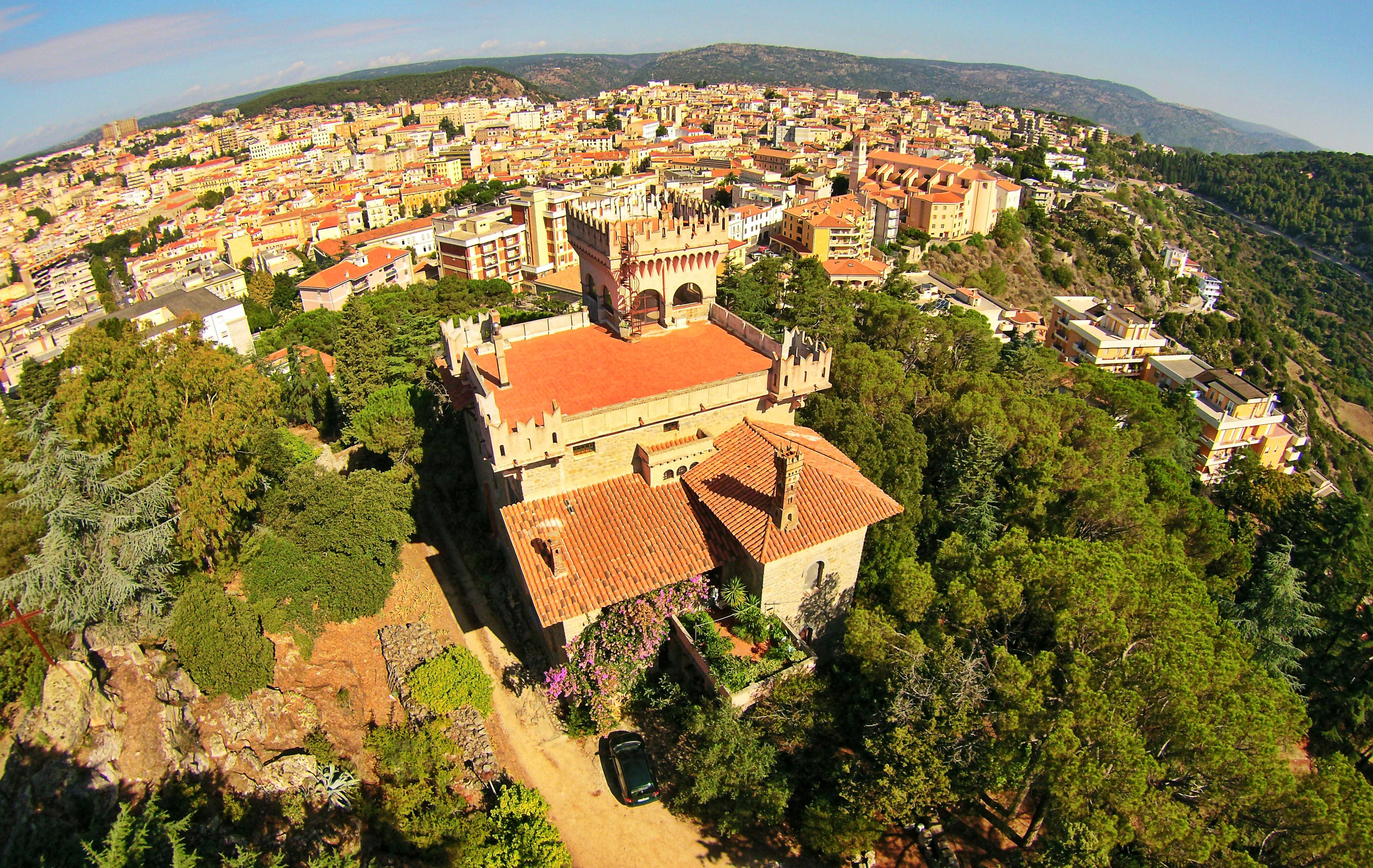
Castello di Sant'Onofrio, a Nuoro

Sul colle è presente anche villa Antonietta, abitazione fatta costruire dalla famiglia Lostia, di Orotelli, tra il 1925 ed il 1930, commissionandone il progetto all'architetto fiorentino Gino Coppedè. La villa, nota come "il castello di Sant'Onofrio", è in stile neogotico, ampiamente diffuso nelle ville costruite tra il XIX e il XX secolo. La costruzione a pietra a vista si articola in corpi di fabbrica di diverse altezze: fra tutti svetta una torre con finestre ad arco acuto e conclusa da merli e beccatelli. Nel fronte principale, dentro un arco acuto parzialmente cieco, si colloca un corpo semicilindrico sporgente con grandi finestre che illuminano l'interno.